# Велвичиеви
Велвичиеви (Welwitschiaceae) е семейство растения от разред Гнетови с един жив вид, Велвичия (Welwitschia mirabilis), срещащ се в югозападна Африка. Три фосилни рода са открити във формацията Крато – късни аптски (долна креда) слоеве, разположени в басейна Арарипе в североизточна Бразилия, като един от тях е известен и от ранната горнокредна формация Акрабу в Мароко.

## Таксономия
Най-новите системи поставят семейство Велвичиеви в разреда на голосеменните Гнетови. Този ред е най-тясно свързан с реда Бороцветни, който включва борове, смърчове, лиственици и ели. Генетичните анализи показват, че Гнетови са произлезли от групата на иглолистните дървета и всички морфологични прилики между покритосеменните и гнетовите са еволюирали отделно. Предшествениците на съществуващите разреди голосеменни – Gnetales, Coniferales, Cycadale и Ginkgoales – възникват през късния палеозой и стават доминиращ компонент на късната пермска и мезозойска флора.

## Живи видове
Семейството съдържа един единствен род и единствен съществуващ вид, Велвичия (Welwitschia mirabilis), който живее в пустинята Каоковелд на Ангола и Намибия в югозападна Африка.

## Изкопаеми видове
Фосилни доказателства показват, че представители на Велвичиеви са присъствали в Южна Америка през ранната креда (мезозойската ера). Priscowelwitschia austroamericana (първоначално наречена Welwitschiella, но нелегитимна поради рода на маргаритките Welwitschiella) е фосилен таксон, отнасящ се до някои растения с котиледонни листа. Те имат много общи черти с разсадите на Welwitschia . Welwitschiophyllum brasiliense е таксон, известен с дебели триъгълни до линейни листа, които варират от 8,9 до 70 см дължина и 2,8 – 5 см ширина. Welwitschiostrobus murili е фосилен таксон, известен от някои конуси, които приличат на живата велвечия, но са по-дълги и по-тънки.